# Constantino Sáez de Montoya
Constantino Sáez de Montoya (Madrid, 1827-Madrid, 19 de abril de 1891) fue un farmacéutico, ingeniero, profesor y funcionario español.

## Biografía
Nació en Madrid en 1827. Doctor en Farmacia, ingeniero industrial, catedrático de facultad y jefe de Administración, escribió algunas obras científicas y fue colaborador de la revista Anales de Física, Química y Ciencias Auxiliares (1867-1870), entre otras publicaciones. Falleció el 19 de abril de 1891 en su ciudad natal.